# Diplodia sydowiana
Diplodia sydowiana är en svampart som beskrevs av Allesch. 1897. Diplodia sydowiana ingår i släktet Diplodia och familjen Botryosphaeriaceae.   Inga underarter finns listade i Catalogue of Life.